# Jules De Bruycker
Jules De Bruycker, född 29 mars 1870 i Gent, död där 5 september 1945, var en belgisk konstnär.
De Bruycker anslöt sig till den flamländska traditionen och målade gatu- och torgbilder i livfullt berättande stil med rika grupperingar av staffagefigurer. Han utförde även etsningar med liknande motiv.